# Kościół Narodzenia Najświętszej Marii Panny w Gościmcu
Kościół pw. Narodzenia Najświętszej Marii Panny w Gościmcu – katolicki kościół filialny znajdujący się w Gościmcu (gmina Zwierzyn, numer 127). Należy do parafii w Zwierzynie. Jako katolicka poświęcona 27 maja 1946.

## Historia i architektura
Kościół salowy, szachulcowy wybudowano w 1764, a w 1769 rozbudowano go, dodano wieżę i pokryto dachówkami w miejsce strzechy. W 1831 zamontowano w nim organy. Na początku XX wieku dwie ściany boczne przebudowano na murowane. W latach 1989–1990 dokonano kolejnej, tym razem całkowitej, przebudowy świątyni, z zatarciem cech pierwotnych i likwidacją ostatnich ścian szachulcowych. Obiekt bez wyodrębnionego z nawy prezbiterium. Pierwotnie był zamknięty trójbocznie. Wieża od frontu jest osadzona na nawie.

## Galeria

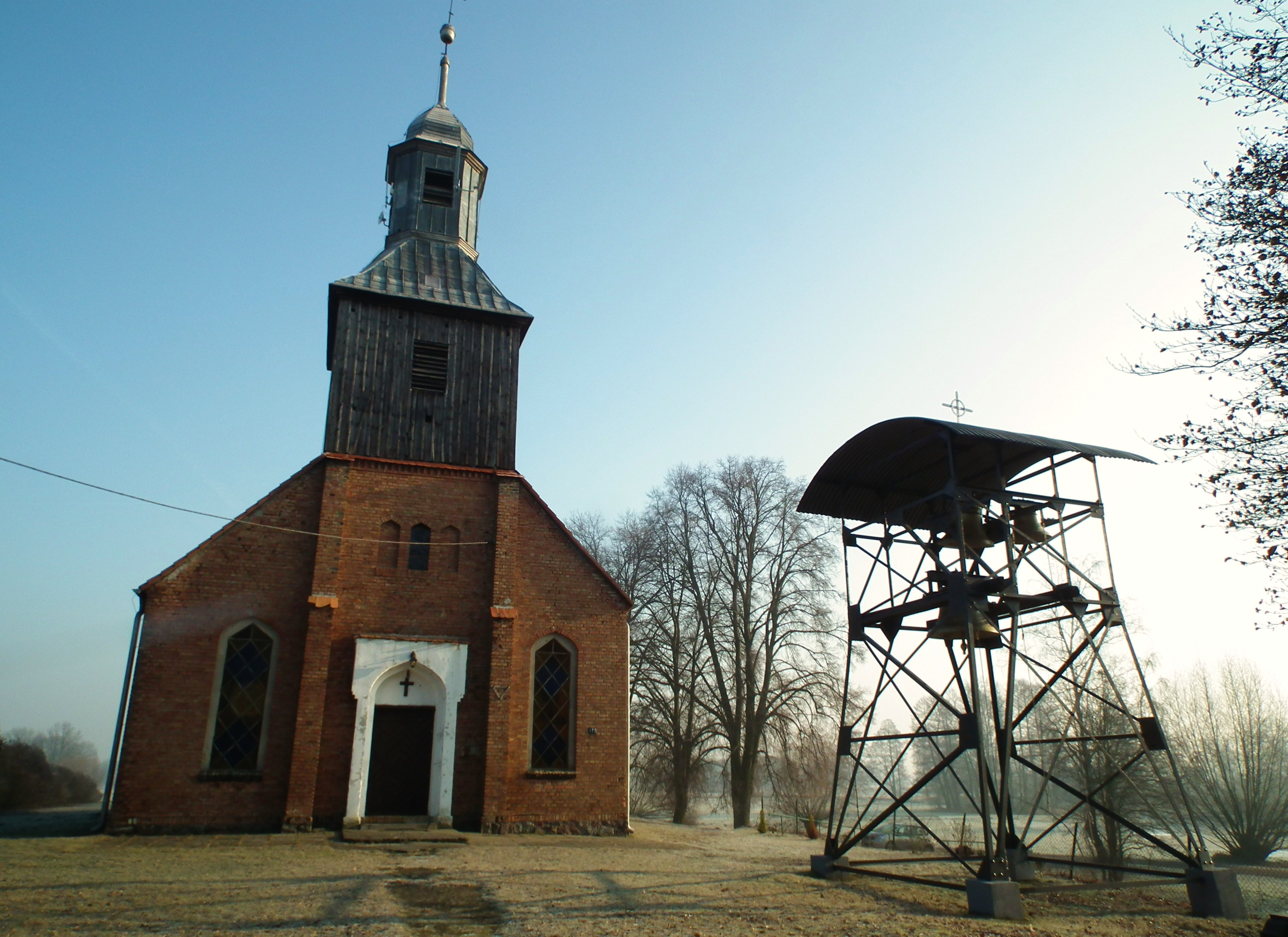
Wejście i dzwonnica
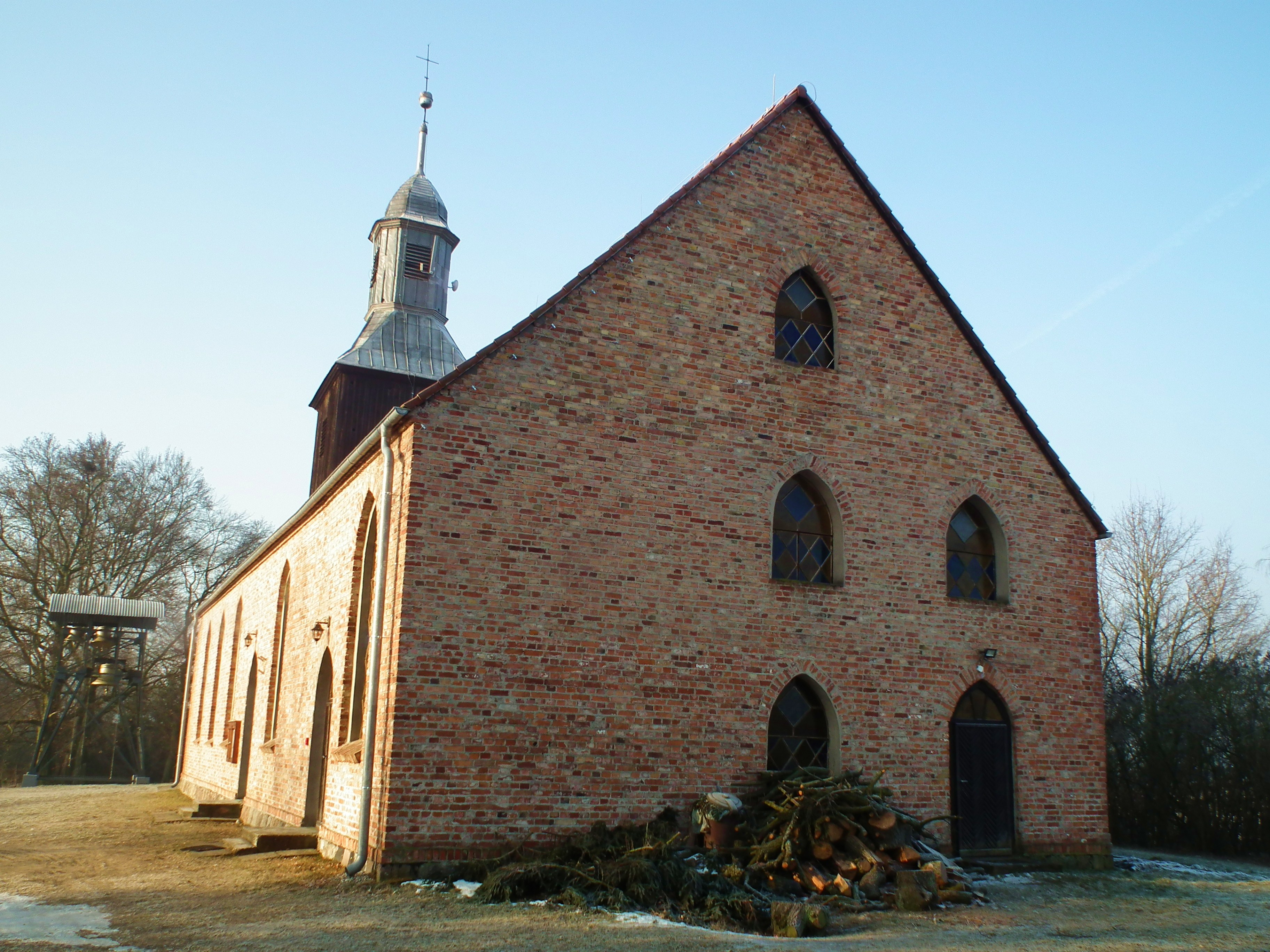
Widok od prezbiterium
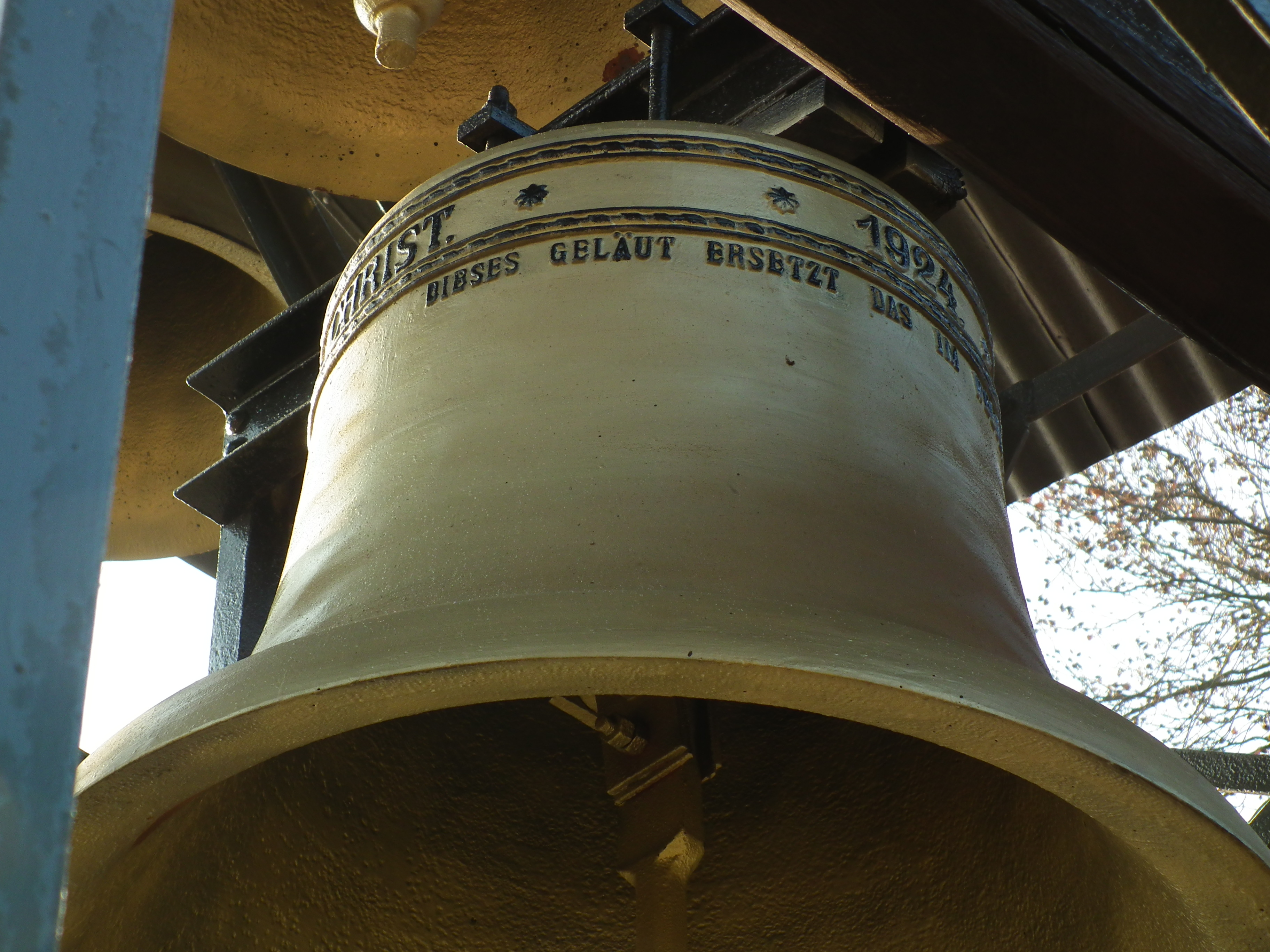
Dzwon z 1924